# Lettország az 1998. évi téli olimpiai játékokon
Lettország a japán Naganóban megrendezett 1998. évi téli olimpiai játékok egyik részt vevő nemzete volt. Az országot az olimpián 6 sportágban 29 sportoló képviselte, akik érmet nem szereztek.

## Alpesisí
Férfi
| Versenyző     | Versenyszám      | 1. futam | 1. futam | 2. futam | 2. futam | Összesítés | Összesítés |
| Versenyző     | Versenyszám      | Idő      | Hely.    | Idő      | Hely.    | Idő        | Helyezés   |
| ------------- | ---------------- | -------- | -------- | -------- | -------- | ---------- | ---------- |
| Ivars Ciaguns | Óriás-műlesiklás | 1:28,52  | 42.      | 1:25,07  | 34.      | 2:53,59    | 34.        |

Női
| Versenyző  | Versenyszám      | 1. futam | 1. futam | 2. futam | 2. futam | Összesítés | Összesítés |
| Versenyző  | Versenyszám      | Idő      | Hely.    | Idő      | Hely.    | Idő        | Helyezés   |
| ---------- | ---------------- | -------- | -------- | -------- | -------- | ---------- | ---------- |
| Ilze Ābola | Óriás-műlesiklás | 1:30,66  | 33.      | 1:43,84  | 31.      | 3:14,50    | 31.        |

## Biatlon
Férfi
| Versenyző                                                   | Versenyszám      | Lövőhiba    | Időeredmény | Helyezés |
| ----------------------------------------------------------- | ---------------- | ----------- | ----------- | -------- |
| Ilmārs Bricis                                               | 10 km sprint     | 4 (2+2)     | 30:01,7     | 32.      |
| Ilmārs Bricis                                               | 20 km egyéni     | 3 (0+1+2+0) | 58:15,1     | 5.       |
| Oļegs Maļuhins                                              | 10 km sprint     | 1 (0+1)     | 28:37,4     | 6.       |
| Jēkabs Nākums                                               | 10 km sprint     | 1 (1+0)     | 28:36,9     | 5.       |
| Jēkabs Nākums                                               | 20 km egyéni     | 5 (4+0+1+0) | 1:01:40,1   | 37.      |
| Gundars Upenieks                                            | 20 km egyéni     | 8 (3+1+2+2) | 1:06:42,6   | 66.      |
| Oļegs Maļuhins Ilmārs Bricis Gundars Upenieks Jēkabs Nākums | 4 × 7,5 km váltó | 2+12        | 1:24:24,4   | 6.       |

Női
| Versenyző              | Versenyszám   | Lövőhiba    | Időeredmény | Helyezés |
| ---------------------- | ------------- | ----------- | ----------- | -------- |
| Ieva Cederštrēma-Volfa | 7,5 km sprint | 2 (1+1)     | 25:12,7     | 34.      |
| Ieva Cederštrēma-Volfa | 15 km egyéni  | 1 (0+0+1+0) | 58:54,4     | 25.      |

## Bob
| Versenyző                                           | Versenyszám | 1. futam | 1. futam | 2. futam | 2. futam | 3. futam | 3. futam | 4. futam | 4. futam | Összesítés | Összesítés |
| Versenyző                                           | Versenyszám | Idő      | Hely.    | Idő      | Hely.    | Idő      | Hely.    | Idő      | Hely.    | Idő        | Helyezés   |
| --------------------------------------------------- | ----------- | -------- | -------- | -------- | -------- | -------- | -------- | -------- | -------- | ---------- | ---------- |
| Sandis Prūsis Jānis Elsiņš                          | Kettes      | 54,91    | 10.*     | 54,52    | 3.       | 54,29    | 4.       | 54,52    | 6.       | 3:38,24    | 5.         |
| Rodžers Lodziņš Māris Rozentāls                     | Kettes      | 55,34    | 18.      | 55,25    | 21.      | 55,06    | 17.      | 55,10    | 20.      | 3:40,75    | 18.        |
| Sandis Prūsis Egils Bojārs Jānis Ozols Jānis Elsiņš | Négyes      | 52,98    | 5.       | 53,50    | 7.**     | 53,78    | 6.       |          |          | 2:40,26    | 6.         |

* - egy másik csapattal azonos eredményt ért el

** - két másik csapattal azonos eredményt ért el

## Gyorskorcsolya
Női
| Versenyző   | Versenyszám | Eredmény | Helyezés |
| ----------- | ----------- | -------- | -------- |
| Ilonda Lūse | 1000 m      | 1:24,32  | 39.      |
| Ilonda Lūse | 1500 m      | 2:08,71  | 32.      |
| Ilonda Lūse | 3000 m      | 4:33,77  | 28.      |

## Sífutás
Férfi
| Versenyző      | Versenyszám         | Eredmény      | Helyezés      |
| -------------- | ------------------- | ------------- | ------------- |
| Juris Ģērmanis | 10 km               | 32:05,8       | 77.           |
| Juris Ģērmanis | 15 km üldözőverseny | nem ért célba | nem ért célba |
| Jānis Hermanis | 10 km               | 31:12,1       | 65.           |
| Jānis Hermanis | 15 km üldözőverseny | 49:55,1       | 63.           |
| Jānis Hermanis | 30 km               | nem ért célba | nem ért célba |
| Roberts Raimo  | 10 km               | 33:09,9       | 83.           |
| Roberts Raimo  | 50 km               | 2:30:49,9     | 60.           |

Női
| Versenyző     | Versenyszám         | Eredmény  | Helyezés |
| ------------- | ------------------- | --------- | -------- |
| Andžela Brice | 5 km                | 21:39,2   | 78.      |
| Andžela Brice | 10 km üldözőverseny | 37:07,5   | 66.      |
| Andžela Brice | 30 km               | 1:37:08,4 | 53.      |
| Ināra Rudko   | 5 km                | 20:56,1   | 71.      |
| Ināra Rudko   | 10 km üldözőverseny | 37:20,3   | 67.      |
| Ināra Rudko   | 15 km               | 56:07,8   | 61.      |
| Ināra Rudko   | 30 km               | 1:43:22,8 | 57.      |

## Szánkó
| Versenyző                      | Versenyszám | 1. futam | 1. futam | 2. futam | 2. futam | 3. futam | 3. futam | 4. futam | 4. futam | Összesítés | Összesítés |
| Versenyző                      | Versenyszám | Idő      | Hely.    | Idő      | Hely.    | Idő      | Hely.    | Idő      | Hely.    | Idő        | Helyezés   |
| ------------------------------ | ----------- | -------- | -------- | -------- | -------- | -------- | -------- | -------- | -------- | ---------- | ---------- |
| Sandris Berzinš                | Férfi egyes | 51,220   | 24.      | 51,370   | 26.      | 51,341   | 23.      | 51,460   | 25.      | 3:25,391   | 25.        |
| Guntis Rēķis                   | Férfi egyes | 50,676   | 18.      | 50,296   | 15.      | 50,545   | 15.      | 50,798   | 22.      | 3:22,315   | 17.        |
| Mārtiņš Rubenis                | Férfi egyes | 50,758   | 22.      | 50,491   | 19.      | 50,603   | 16.      | 50,300   | 13.      | 3:22,152   | 14.        |
| Iluta Gaile                    | Női egyes   | 52,157   | 14.      | 52,016   | 14.      | 51,516   | 12.      | 51,292   | 13.      | 3:26,981   | 14.        |
| Anna Orlova                    | Női egyes   | 52,199   | 16.      | 51,772   | 10.      | 51,642   | 16.      | 51,350   | 16.      | 3:26,963   | 13.        |
| Jurita Šnitko                  | Női egyes   | 52,921   | 24.      | 52,638   | 22.      | 52,347   | 25.      | 51,801   | 21.      | 3:29,707   | 22.        |
| Roberts Suharevs Dairis Leksis | Kettes      | 51,281   | 8.       | 51,970   | 15.      |          |          |          |          | 1:43,251   | 13.        |
| Juris Vovčoks Māris Lēģeris    | Kettes      | 53,969   | 17.      | 52,586   | 16.      |          |          |          |          | 1:46,555   | 17.        |